# Сіміла
Сіміла (рум. Simila) — село у повіті Васлуй в Румунії. Входить до складу комуни Зорлень.
Село розташоване на відстані 238 км на північний схід від Бухареста, 41 км на південь від Васлуя, 99 км на південь від Ясс, 96 км на північ від Галаца.

## Населення
За даними перепису населення 2002 року у селі проживали 1169 осіб. Усі жителі села рідною мовою назвали румунську.
Національний склад населення села:
| Національність | Кількість осіб | Відсоток |
| -------------- | -------------- | -------- |
| румуни         | 1161           | 99,3%    |
| цигани         | 8              | 0,7%     |